# Fiete Arp
Jann-Fiete Arp (født 6. januar 2000 i Bad Segeberg) er en tysk fodboldspiller. Han spiller i øjeblikket for OB og har tidligere været tysk ungdomslandsholdsspiller.

## Karriere i klubfodbold
Fiete Arp blev født i Bad Segeberg i delstaten Slesvig-Holsten, 64 kilometer fra Hamborg, og voksede op der og i det nærliggende Wahlstedt. Som fireårig kom han til SV Wahlstedt, inden han i 2010 skiftede til Hamburger SV's ungdomsakademi. I en alder af 17 år fik Arp sin professionelle debut i Bundesligaen, da han blev skiftet ind i Nordderbyet mod Werder Bremen den 30. september 2017. Hans første mål for HSV scorede han i 1-2-nederlaget mod Hertha BSC den 28. oktober 2017. Hamburger SV rykkede ned i denne sæson, 2017/18-sæsonen, for første gang i sin historie fra Bundesligaen. Fiete Arp blev i Hamborg, men han kunne ikke gøre sig fortjent til en fast plads.
Ikke desto mindre kom han i sommeren 2019 til FC Bayern München, hvor han kun spillede for andetholdet i 3. Liga, det tredjehøjeste niveau i Tyskland. I sommeren 2021 vendte Arp tilbage til Nordtyskland og blev udlejet til 2. Bundesliga-klubben Holstein Kiel. Et år senere kom han til klubben fra Kiel, hovedstaden i delstaten Slesvig-Holsten, på en permanent transfer. Fiete Arp rykkede op med Holstein Kiel i 2024 til Bundesligaen, men rykkede ned igen til Zweite Bundesliga i 2025.
Den 23. juni 2025 skrev han kontrakt med Odense Boldklub.

## Karriere på landsholdet
Fiete Arp spillede for Tyskland på U16-, U17- og U19-niveau. Han deltog med U17-landsholdet i UEFA European Under-17 Championship i Kroatien i 2017 og nåede semifinalen, hvor han blev slået ud af Spanien efter straffesparkskonkurrence. I løbet af turneringen scorede han syv mål og blev den næstbedste målscorer. Senere deltog Arp med sit hold i FIFA Under-17 World Cup 2017 i Indien og blev slået ud af Brasilien i kvartfinalen. Han scorede fem mål under denne turnering.